# Contea di Xinhe
La contea di Xinhe (新河县S, XīnhéP) è una contea della Cina, situata nella provincia di Hebei e amministrata dalla prefettura di Xingtai.